# Patricia Janak
Patricia Janak est professeure émérite Bloomberg à l'université Johns-Hopkins où elle étudie les bases biologiques du comportement grâce à l'apprentissage par association.
Janak applique cette recherche à des comportements pathologiques, tels que la toxicomanie et le trouble de stress post-traumatique, pour améliorer la compréhension de la façon dont les stimuli affectent la rechute et les réponses.

## Biographie
Patricia Janak naît en 1965 de Peter Janak et Bonnie Stringellow. Janak commence sa formation en sciences biologiques et en sciences du comportement à l'université Rutgers. Elle obtient une maîtrise et un doctorat en psychologie de l'université de Californie à Berkeley, ce dernier avec Joe L. Martinez Jr. Tout en terminant son travail de doctorat, elle occupe également des postes de professeur auxiliaire à l'Institut Wright, à l'université de Santa Clara et à l'université d'État de Californie à East Bay. Elle effectue des travaux postdoctoraux à l'Institut national de lutte contre l'abus des drogues, une branche des National Institutes of Health, et en physiologie et pharmacologie à la Wake Forest School of Medicine (en) sous la direction de Donald J. Woodward qui a été le pionnier du développement des « techniques d'enregistrement comportemental et multi-neuronal des animaux éveillés » dans les années 1990. Janak rejoint la faculté de l'université de Californie à San Francisco en tant que professeur adjoint à la clinique et au centre de recherche Ernest Gallo en 1999. Elle est nommée titulaire de la chaire Howard J. Weinberger de recherche en toxicomanie à l'USCF en 2011.
En juin 2014, Janak est nommée professeure émérite Bloomberg à l'université Johns-Hopkins pour ses réalisations en tant que chercheuse interdisciplinaire et son excellence dans l'enseignement,. Le programme chaire Bloomberg a été créé en 2013 grâce à un don de Michael Bloomberg,. Janak détient des nominations conjointes au Département des sciences psychologiques et cérébrales de l'École des arts et des sciences de l'université Johns-Hopkins et au département de neurosciences Solomon H. Snyder de l'École de médecine Johns-Hopkins.